# Finales de la NBA de 2023
Las Finales de la NBA de 2023 fueron las series definitivas de los playoffs del 2023 y supusieron la conclusión de la temporada 2022-23 de la NBA. El título se disputó, al mejor de siete partidos, siendo el primer encuentro el 1 de junio y finalizando el 12 de junio.
Las finales, patrocinadas por servicio de streaming YouTube, se conocen bajo el nombre del patrocinio: 2023 NBA Finals presented by YouTube TV, y las disputaron el vencedor de la Final de la Conferencia Este, los Miami Heat, y el vencedor de la Final de la Conferencia Oeste, los Denver Nuggets, que se llevaron la serie (4-1), ganando el primer título para la franquicia, y donde Nikola Jokić fue elegido MVP de las Finales.

## Enfrentamientos previos en temporada regular
| Reportaje   | Fecha      | Equipos                     | Resultado | Lugar                                |
| ----------- | ---------- | --------------------------- | --------- | ------------------------------------ |
| Reportaje 1 | 30/12/2022 | Miami Heat - Denver Nuggets | 119 - 124 | Ball Arena, en Denver (Colorado)     |
| Reportaje 2 | 13/2/2023  | Denver Nuggets - Miami Heat | 112 - 108 | Miami-Dade Arena, en Miami (Florida) |

## Camino hacia las Finales de la NBA
La trayectoria en las eliminatorias de playoffs de ambos equipos ha sido: 
|  | Equipo         | Primera ronda         | Semifinales de Conferencia | Finales de Conferencia  |
|  | -------------- | --------------------- | -------------------------- | ----------------------- |
|  | Miami Heat     | Ganó a Milwaukee, 4-1 | Ganó a New York, 4-2       | Ganó a Boston, 4-3      |
|  | Denver Nuggets | Ganó a Minnesota, 4-1 | Ganó a Phoenix, 4-2        | Ganó a L.A. Lakers, 4-0 |

## Partidos de la Final

### Partido 1
| 1 de junio                  | Miami Heat                                                | 93–104                                | Denver Nuggets                                                     | |  |  |
| 8:30 p. m.                  | Parciales: 20–29, 22–30, 21–25, 30–20                     | Parciales: 20–29, 22–30, 21–25, 30–20 | Parciales: 20–29, 22–30, 21–25, 30–20                              | |  |  |
|                             | Estadísticas Bam Adebayo 26 Bam Adebayo 13 Jimmy Butler 7 | Reporte Pts Reb Asts                  | Estadísticas Nikola Jokić 27 Michael Porter Jr. 12 Nikola Jokić 14 | Pabellón: Ball Arena, Denver, Colorado Asistencia: 19.528 espectadores Árbitros: Marc Davis, David Guthrie, Ed Malloy |  |  |
| Denver lidera la serie, 1–0 |                                                           |                                       |                                                                    | |  |  |
|                             |                                                           |                                       |                                                                    | |  |  |

Nikola Jokić logró un triple-doble y Jamal Murray anotó 26 puntos para llevar a Denver a una victoria por 104–93 en su primera aparición en las Finales NBA. Los Nuggets solo estuvieron por detrás en el marcador 34 segundos en todo el partido, y su mayor ventaja fue de 24 puntos. Michael Porter Jr. registró su séptimo doble-doble de la postemporada, mientras que Aaron Gordon estuvo muy preciso con 12 de 16 puntos en el primer periodo. Bam Adebayo anotó 26 puntos y capturó 13 rebotes para Miami, que encestó solo el 41% de sus tiros de campo y el 33% de sus triples. Denver se mantuvo invicto en casa en los playoffs, mientras que los Heat habían ganado los tres primeros partidos de cada serie de playoffs. Miami también cayó a una marca de 1–6 en toda la historia del Juego 1 de las Finales NBA.
Jokić se apuntó 10 puntos y repartió 10 asistencias a la mitad del partido, cuando Denver iba arriba por 59–42. En los tres primeros cuartos, los Heat lo marcaron con Adebayo, Cody Zeller y un marcaje por zonas, forzando al serbio a fungir más como pasador. Los Heat tuvieron una racha de 11–0 al empezar el último cuarto, acortando la distancia de 84–63 a 84–74. Fue entonces cuando el entrenador de los Nuggets, Michael Malone respondió con Jokić posteando más cerca de la canasta, y éste anotó 12 puntos en el cuarto periodo. Miami se acercó a solo nueve puntos después de un triple de Haywood Highsmith con 2:34 restantes en el reloj, pero no fue suficiente. Highsmith terminó con 18 puntos desde la banca, mientras Gabe Vincent contribuyó con 5 triples para los Heat.
Jokić anotó 27 puntos con un 67% de tiros, además de repartir 14 asistencias y capturar 10 rebotes, uniéndose a Jason Kidd de los entonces New Jersey Nets como los únicos jugadores de la NBA con un triple-doble en su debut en unas finales. Jokić y Murray también se convirtieron en la segunda pareja de compañeros en poner al menos 25 puntos y 10 asistencias en un partido de las Finales desde Magic Johnson y James Worthy en 1987. Por el lado de Miami, Caleb Martin solo convirtió uno de sus siete tiros, y Max Strus terminó en 0 de 10, fallando todos sus nueve disparos de tres puntos. Jimmy Butler, quien promediaba 28.5 puntos en estos play-offs previo a las Finales, únicamente anotó 13 puntos, siendo su mínima marca en postemporada. Adicionalmente, los Heat sólo convirtieron 2 de 2 en tiros libres, igualando la marca de menos tiros libres convertidos en un juego de playoffs y rompiendo la marca de la menor cantidad de intentos de tiro libre en un juego de playoffs.

### Partido 2
| 4 de junio          | Miami Heat                                                | 111–108                               | Denver Nuggets                                               | |  |  |
| 8:00 p. m.          | Parciales: 26–23, 25–34, 24–26, 36–25                     | Parciales: 26–23, 25–34, 24–26, 36–25 | Parciales: 26–23, 25–34, 24–26, 36–25                        | |  |  |
|                     | Estadísticas Gabe Vincent 23 Kevin Love 10 Jimmy Butler 9 | Reporte Pts Reb Asts                  | Estadísticas Nikola Jokić 41 Nikola Jokić 11 Jamal Murray 10 | Pabellón: Ball Arena, Denver, Colorado Asistencia: 19.537 espectadores Árbitros: Zach Zarba, John Goble, Courtney Kirkland |  |  |
| Serie empatada, 1–1 |                                                           |                                       |                                                              | |  |  |
|                     |                                                           |                                       |                                                              | |  |  |

Miami se recuperó de una desventaja de 15 puntos y ganó 111–108 después de 23 puntos de Gabe Vincent y con Butler y Adebayo convirtiendo 21 puntos cada uno, convirtiéndose en el primer equipo clasificado para una final con el octavo mejor balance de su conferencia en ganar un partido de las Finales de la NBA como visitantes. Los Heat consiguieron una ventaja inicial de 21–10 con 4:56 para el final del primer cuarto, antes de que los Nuggets tuvieran una racha de 40–14 durante los siguientes 12 minutos, convirtiendo el déficit de dos dígitos en una ventaja de dos dígitos. Abajo por 8 puntos al empezar el cuarto periodo e incluso perdiendo hasta por 15 puntos, los Heat superaron a Denver 32–12 en los primeros 8:21 del último cuarto para tomar una ventaja de 12 puntos, luego desperdiciaron la mayor parte de la ventaja y tuvieron que sobrevivir a un intento de 3 puntos por parte de Murray que falló cuando el tiempo expiró. Miami anotó 17 de sus 35 intentos de triple y convirtió 18 de 20 en tiros libres tras solo haber convertido dos en el juego anterior. Jokić anotó 41 puntos, el máximo en su carrera, pero repartió solo cuatro asistencias, el mínimo de los playoffs, y los Nuggets perdieron su primer partido en casa desde el 30 de marzo.
Debido a que Caleb Martin se estaba recuperando de una enfermedad, los Heat lo sustituyeron con Kevin Love, que no jugó en el Partido 1 como titular. Strus, que tuvo 0 de 10 en el Partido 1, tuvo cuatro triples en el primer cuarto que hizo que los Heat tuvieran una ventaja de 11 puntos temprano, sin embargo, los Nuggets recuperaron el impulso del partido empezando el segundo periodo con tres triples en un rango de 70 segundos con lo que Miami llegó a estar abajo hasta por 15 puntos en la primera mitad. A pesar de un tercer cuarto de 18 puntos para Jokić, Miami se las ingenió para reducir la desventaja a solo ocho puntos antes del último cuarto. Denver estaba invicto en los playoffs cuando lideraba por doble dígito y registró un récord de 37–1 cuando estaba arriba por al menos ocho puntos previo al último periodo.
El equipo de Erik Spoelstra empezó los primeros 2:43 del último cuarto con una racha anotadora de 15–2, resaltando que Duncan Robinson convirtió sus cuatro tiros de campo para darle a su equipo su primera ventaja en el segundo medio. Miami logró jugar para obtener una ventaja de doce puntos con 3 30 por jugarse en el periodo pero tuvo que soportar a una reacción de los Nuggets, que redujo la ventaja a solo tres puntos con 35 segundos restantes. Luego de que Jimmy Butler errase un triple, Denver optó por no pedir un tiempo fuera en los últimos instantes. Murray lanzó un último tiro de tres para intentar empatar el partido, pero se quedó corto. Murray terminó con 18 puntos y 10 asistencias, mientras que Jokić convirtió 16 de sus 28 tiros de campo, y los Nuggets cayeron a 0–3 estos playoffs cuando Jokić anota 40 puntos o más.

### Partido 3
| 7 de junio                  | Denver Nuggets                                                    | 109–94                                | Miami Heat                                                     | |  |  |
| 8:30 p. m.                  | Parciales: 24–24, 29–24, 29–20, 27–26                             | Parciales: 24–24, 29–24, 29–20, 27–26 | Parciales: 24–24, 29–24, 29–20, 27–26                          | |  |  |
|                             | Estadísticas Jamal Murray 34 Nikola Jokić 21 Jokić, Murray 10 c/u | Reporte Pts Reb Asts                  | Estadísticas Jimmy Butler 28 Bam Adebayo 17 Lowry, Strus 5 c/u | Pabellón: Kaseya Center, Miami, Florida Asistencia: 20.019 espectadores Árbitros: Tony Brothers, Josh Tiven, Kevin Scott |  |  |
| Denver lidera la serie, 2–1 |                                                                   |                                       |                                                                | |  |  |
|                             |                                                                   |                                       |                                                                | |  |  |

Los Nuggets recuperaron el factor campo en el tercer partido, gracias sobre todo a los triples-dobles de más de 30 puntos de Nikola Jokić y de Jamal Murray, que se convirtieron en la primera pareja del mismo equipo en lograrlo en la historia de la NBA. Jokić terminó con 32 puntos, 21 rebotes y 10 asistencias, convirtiéndose en el primer jugador en la historia de la NBA en conseguir más de 30 puntos, más de 20 rebotes y más de 10 asistencias en un partido de las Finales.
En los Heat, Jimmy Butler logró 28 puntos, mientras que Bam Adebayo lograba 22, a los que añadió 17 rebotes. Con 42 años y 363 días, Udonis Haslem se convirtió en el jugador de mayor edad en jugar las Finales de la NBA, saliendo desde el banquillo en los últimos 29,8 segundos del partido.

### Partido 4
| 9 de junio                  | Denver Nuggets                                               | 108–95                                | Miami Heat                                                      | |  |  |
| 8:30 p. m.                  | Parciales: 20–21, 35–30, 31–22, 22–22                        | Parciales: 20–21, 35–30, 31–22, 22–22 | Parciales: 20–21, 35–30, 31–22, 22–22                           | |  |  |
|                             | Estadísticas Aaron Gordon 27 Nikola Jokić 12 Jamal Murray 12 | Reporte Pts Reb Asts                  | Estadísticas Jimmy Butler 25 Bam Adebayo 11 Butler, Lowry 7 c/u | Pabellón: Kaseya Center, Miami, Florida Asistencia: 20.184 espectadores Árbitros: Scott Foster, Bill Kennedy, James Williams |  |  |
| Denver lidera la serie, 3–1 |                                                              |                                       |                                                                 | |  |  |
|                             |                                                              |                                       |                                                                 | |  |  |

Gordon anotó 27 puntos, el mejor del partido, con 11 de 15 en tiros de campo, Jokić aportó 23 puntos y 12 rebotes, y Murray registró 15 puntos y 12 asistencias para que los Nuggets tomaran una ventaja dominante de 3-1 en la serie de regreso a Denver. Bruce Brown salió desde el banquillo y anotó 11 de sus 21 puntos en el último cuarto, frustrando cualquier intento de los Heat de superar su octava desventaja de dos dígitos en los playoffs. Los Nuggets ganaron su quinto partido consecutivo como visitantes y mejoraron a 9-1 en sus últimos diez partidos de playoffs, mientras que los Heat cayó a 2 de 6 en sus últimos ocho partidos al caer en un hoyo de 3-1 por tercera vez en sus tres últimas finales disputadas.
Murray, quien cometió siete pérdidas de balón en el tercer partido, terminó el cuarto con 12 asistencias y cero pérdidas de balón, uniéndose a Magic Johnson y Robert Reid como los únicos jugadores en registrar más de 12 asistencias sin pérdidas de balón en un partido de una final.
Butler lideró a los Heat con 25 puntos, siete rebotes y siete asistencias, mientras que Adebayo logró 20 puntos y 11 rebotes. Kyle Lowry contribuyó con 13 puntos y siete asistencias, pero el backcourt titular de Strus y Vincent anotó solo dos puntos en 1 de 10 tiros, para que finalmente los Heat se mantuvieran por debajo de los 100 puntos por tercera vez en esta serie. Los Nuggets anotaron un 49,4% de tiros de campoy materializaron 14 de sus 28 triples, en comparación con el 45% de los Heat en tiros de campo y el 32% desde la línea de tres. Jokić se convirtió en el primer jugador en la historia de la NBA en acumular al menos 500 puntos, 250 rebotes y 150 asistencias en una sola postemporada.

### Partido 5
| 12 de junio               | Miami Heat                                                 | 89–94                                 | Denver Nuggets                                              | |  |  |
| 8:30 p. m.                | Parciales: 24–22, 27–22, 20–26, 18–24                      | Parciales: 24–22, 27–22, 20–26, 18–24 | Parciales: 24–22, 27–22, 20–26, 18–24                       | |  |  |
|                           | Estadísticas Jimmy Butler 21 Bam Adebayo 12 Jimmy Butler 5 | Reporte Pts Reb Asts                  | Estadísticas Nikola Jokić 28 Nikola Jokić 16 Jamal Murray 8 | Pabellón: Ball Arena, Denver, Colorado Asistencia: 19.537 espectadores Árbitros: Marc Davis, David Guthrie, Josh Tiven |  |  |
| Denver gana la serie, 4–1 |                                                            |                                       |                                                             | |  |  |
|                           |                                                            |                                       |                                                             | |  |  |

En quinto partido muy disputado, Jokić impulsó a los Nuggets al primer campeonato de la NBA en la historia de la franquicia con una reñida victoria por 94-89 sobre los Heat. La actuación dominante de Jokić, incluidos 28 puntos y 16 rebotes, le valió el premio de MVP de las Finales. Los Nuggets tuvieron problemas con sus lanzamientos de campo durante todo el partido, sobre todo de más allá de la línea de tres, fallando 20 de sus primeros 22 intentos. Sin embargo, los 12 de 16 tiros de campo de Jokić proporcionaron un impulso muy necesario, lo que finalmente permitió a Denver asegurar el título. Se convirtió en el primer jugador en la historia de la NBA en liderar la liga en puntos (600), rebotes (269) y asistencias (190) en una sola fase de playoffs.
A pesar de un surgimiento tardío de Butler, quien contribuyó con 21 puntos para los Heat, los problemas de tiro de Miami finalmente resultaron costosos. Miami terminó el partido con un pobre 34% de acierto desde la cancha y un 26% en tiros de tres puntos. El triple errado de Butler y los tiros libres de Brown y Pope en los últimos segundos sellaron la victoria de Denver.
Denver se convirtió en la segunda franquicia original de la ABA, junto con los San Antonio Spurs, en ganar un campeonato de la NBA. Los otros dos equipos de la ABA habían estado en las Finales de la NBA pero perdieron: Indiana Pacers (2000) y New Jersey Nets (2002 y 2003).